# Municipio de Industry
El municipio de Industry (en inglés: Industry Township) es un municipio ubicado en el condado de McDonough en el estado estadounidense de Illinois. En el año 2010 tenía una población de 733 habitantes y una densidad poblacional de 7,61 personas por km².

## Geografía
El municipio de Industry se encuentra ubicado en las coordenadas 40°19′25″N 90°37′12″O / 40.32361, -90.62000. Según la Oficina del Censo de los Estados Unidos, el municipio tiene una superficie total de 96.35 km², de la cual 96,32 km² corresponden a tierra firme y (0,02 %) 0,02 km² es agua.

## Demografía
Según el censo de 2010, había 733 personas residiendo en el municipio de Industry. La densidad de población era de 7,61 hab./km². De los 733 habitantes, el municipio de Industry estaba compuesto por el 98,77 % blancos, el 0,14 % eran afroamericanos, el 0,27 % eran asiáticos, el 0,55 % eran de otras razas y el 0,27 % eran de una mezcla de razas. Del total de la población el 1,23 % eran hispanos o latinos de cualquier raza.